# The Devil's Hall of Fame
The Devil's Hall of Fame è il primo album in studio del gruppo musicale progressive metal danese Beyond Twilight, pubblicato nel 2001.

## Il disco
L'esordio discografico è stato pubblicato dalla Massacre Records ed l'unico disco della band inciso con il cantante norvegese Jørn Lande. Si tratta di un concept album che narra la storia di un uomo a cui hanno impiantato un chip nel cervello, e, lo stesso, rendendosi conto che alcuni file sono mancanti o inaccessibili, cerca di accedere alle informazioni contenute, riuscendo a scoprire molti eventi del suo passato.
I testi delle canzoni sono stati scritti da Lande e Zierler, mentre la musica è stata interamente composta da quest'ultimo. Le composizioni sono tetre e solenni, sorrette da ritmi lenti e, a differenza di molti album dello stesso genere, sono scevre da virtuosismi e soluzioni barocche. Le sperimentazioni proposte e le atmosfere, a volte alienanti, create dal tastierista, risultano congeniali alla tematica introspettiva narrata.
Le doti vocali del cantante e la sua capacità interpretativa, aggiungono ulteriore peculiarità a un disco che, fin dall'uscita, è sempre stato considerato come uno degli episodi più riusciti in ambito progressive metal.

## Tracce
Testi di Zierler, Lande eccetto dove indicato, musiche di Zierler.
1. Hellfire – 8:18
2. Godless And Wicked – 3:54
3. Shadowland – 5:33
4. The Devil's Waltz – 2:39 – (strumentale)
5. Crying – 7:19
6. The Devil's Hall Of Fame – 8:26
7. Closing The Circle – 2:55 (testo: Zierler)
8. Perfect Dark – 6:44

## Formazione
- Jørn Lande - voce
- Finn Zierler - tastiere
- Anders Kragh - chitarra
- Anders Lindgren - basso
- Tomas Fredén - batteria